# Деге, Вильгельм
Вильгельм Деге (нем. Wilhelm Dege; 9 октября 1910 года, Бохум — 21 декабря 1979, Зудербург) — немецкий географ и геолог, один из исследователей Шпицбергена.

## Биография
Окончил в 1931 году Педагогическую академию Дортмунда, работал учителем начальной школы города Мюнстер. Изучал географию, геологию и историю в университете. В 1935, 1936 и 1938 годах участвовал в экспедициях на Шпицберген. В 1939 году выпустил книгу о своих исследованиях Шпицбергена.
В 1940 году Деге был призван в вермахт, а в 1944 году благодаря своим знаниям языков и германской культуры он возглавил метеостанцию на Шпицбергене в звании зондерфюрера (всего там работало 11 человек). В мае 1945 года станция потеряла связь с Берлином, ввиду капитуляции Третьего Рейха, и только спустя почти 4 месяца, 4 сентября 1945 года солдат на станции обнаружили норвежские охотники на тюленей. Вильгельм Деге лично подписал капитуляцию и сдал свой пистолет капитану охотничьего судна. Участники этой операции стали последними немецкими военнослужащими, сдавшимися после завершения активных боевых действий Второй мировой войны в Европе.
После войны Деге занимался преподавательской деятельностью. В 1962 году он в качестве доктора педагогических наук устроился на работу в Педагогическую академию Дортмунда, где преподавал до 1976 года. С 1963 по 1968 годы он также работал в правительстве земли Северный Рейн — Вестфалия.
В 1985 году, уже после кончины Вильгельма Деге, его сын Эккарт во время экспедиции сумел обнаружить остатки станции на Шпицбергене и дневники своего отца.